# Zoë Lister
Zoe Lister es una actriz inglesa, más conocida por interpretar a Zoe Carpenter en la serie Hollyoaks.

## Biografía
Es hija de Martin Lister y tiene un hermano, Jeremy. Creció en Callow Hill, cerca de Redditch.
Es muy buena amiga de la actriz Jennifer Bidall y de Gerard McCarthy, con quien compartió casa.
En 2008 salió con el cantante Mark Hole. Se comprometió con el actor y filósofo Rob Castell, con quien se casó en 2015.

## Carrera
Antes de convertirse en actriz, trabajó como bailarina y cantante.
El 1 de septiembre de 2006, obtuvo su primer papel en la televisión cuando se unió al elenco principal de la exitosa serie británica Hollyoaks, donde interpretó a Zoe Carpenter hasta el 27 de enero de 2010. El 24 de abril de 2017 regresó a la serie. Entre 2008 y 2009, interpretó a Zoe en el spin-off de la serie llamado Hollyoaks Later. En febrero de 2015, se anunció que se había unido al piloto de la nueva serie Life In Pieces, donde dará vida a Jen.

## Filmografía[6]

### Series de televisión
| Año                          | Título           | Personaje     | Notas                     |
| ---------------------------- | ---------------- | ------------- | ------------------------- |
| 2006 - 2010, 2017 - presente | Hollyoaks        | Zoe Carpenter | 211 episodios             |
| 2015 - presente              | Life In Pieces   | Jen           | -                         |
| 2014                         | Staff Room       | Lucy Lucas    | 5 episodios               |
| 2012                         | Crime Stories    | Louise Miller | episodio # 1.2            |
| 2011                         | Midsomer Murders | Madre Julian  | episodio "A Sacred Trust" |
| 2008 - 2009                  | Hollyoaks Later  | Zoe Carpenter | 9 episodios               |

### Películas
| Año  | Título                   | Personaje            | Notas                               |
| ---- | ------------------------ | -------------------- | ----------------------------------- |
| 2012 | Beneath a Neon Tide      | Milly                | junto a Emma Lock                   |
| 2012 | Brash Young Turks        | Embajadora Británica | junto a Tom Bott y Melissa Latouche |
| 2011 | Mind Trap                | Sophie               | -                                   |
| 2011 | Mad Sad Gald             | Audrey Loren         | corto                               |
| 2008 | Destiny's in the Details | Glenda               | corto                               |
| 2007 | Civil Warland            | Sue                  | corto                               |

### Teatro
| Año  | Obra                 | Personaje    | Director             | Teatro             |
| ---- | -------------------- | ------------ | -------------------- | ------------------ |
| 2010 | Teechers             | Gail         | John Godber          | Hull Truck Theatre |
| 2010 | American Bytes Back  | Sonya/Gloria | Prav Menan-Johansson | Lost Theatre       |
| 2010 | Pitching In          | Kate         | Dan Bird             | -                  |
| 2010 | The Stanhope Sisters | Kitty Dutton | Oscar Toeman         | The Red Hedgehog   |

## Premios y nominaciones
| Año  | Categoría                                            | Premio             | Serie     | Resultado |
| ---- | ---------------------------------------------------- | ------------------ | --------- | --------- |
| 2008 | Spectacular Scene of the Year ("The Parachute Jump") | British Soap Award | Hollyoaks | Ganadora  |
| 2008 | Sexiest Female                                       | British Soap Award | Hollyoaks | Nominada  |
| 2001 | Sexiest Female                                       | British Soap Award | Hollyoaks | Nominada  |